# Majin Tensei II: Spiral Nemesis
 Majin Tensei II: Spiral Nemesis (魔神転生II SPIRAL NEMESIS) est jeu vidéo de rôle tactique T-RPG à thème urbain. Il a été développé et édité par Atlus. Il fait partie de la metasérie Megami Tensei. Le jeu est sorti uniquement au Japon le 19 février 1995 sur SNES et est ressorti sur la Console virtuelle (Wii) en 2011,.

## Synopsis
En 1996, dans un Tokyo imaginaire, le héros, Naoki, et sa bande doivent arrêter la recrudescence des démons dans la ville.

## Système de jeu
Le joueur contrôle un groupe de 3 agents spéciaux, dont la tâche est d'arrêter une invasion démoniaque venant d'une réalité différente. Il reçoit des missions tels que capturer une base ennemie, exterminer des démons envahisseurs, etc. Après avoir fini une mission, le joueur passe à la suivante de manière linéaire, sans exploration. 
Le système de jeu consiste en de grandes batailles stratégiques. Le joueur peut déplacer les personnages de son équipe sur le terrain, en essayant d'accomplir ses missions. Attaquer (ou être attaqué par) un démon entraîne une courte séquence de combat automatique.
Spiral Nemesis contient de nombreux éléments classiques de MegaTen, tels que la classification des démons, les axes d'alignement Lumière/Obscurité et Loi/Chaos, etc.